# Antigua és Barbuda-i labdarúgó-bajnokság (első osztály)
Az Antigua and Barbuda Premier Division az Antigua és Barbuda-i labdarúgó-bajnokságok legfelsőbb osztályának elnevezése. 1968-ban alapították és 10 csapat részvételével zajlik. A bajnok a bajnokok Ligájában indulhat.

## A 2011–2012-es bajnokság résztvevői
- All Saints United (All Saints)
- Bassa Sports Club (All Saints)
- Empire FC (Gray's Farm)
- Hoppers (St. John's)
- Old Road FC (Old Road)
- Parham FC (Parham)
- Pigotts Bullets (Piggotts)
- SAP FC (Bolans)
- Sea View Farm FC (Sea View Farm)
- Willikies FC (St. John's)

## Külső hivatkozások
- Hivatalos honlap